# Palazzo Paradiso

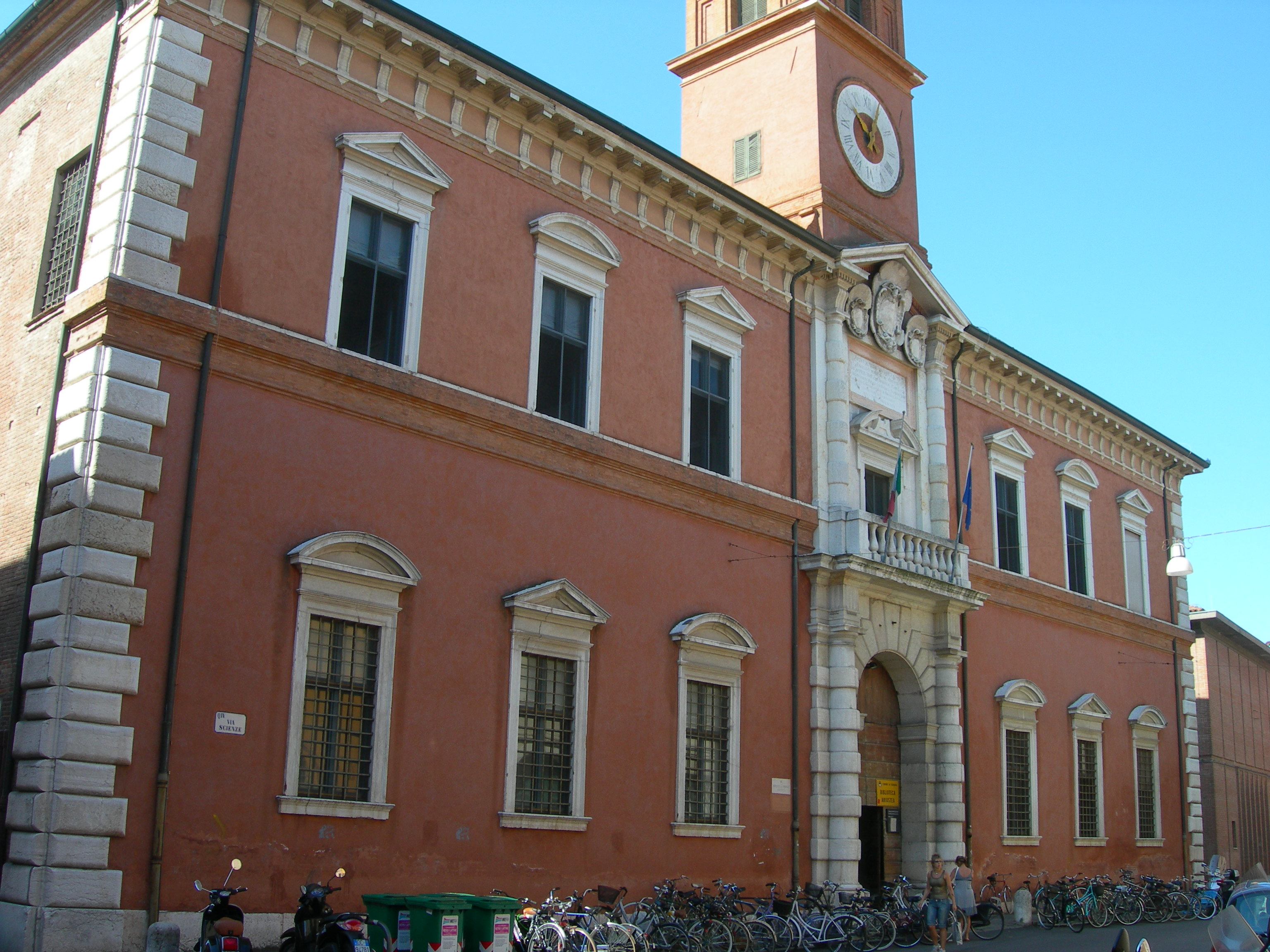
Palazzo Paradiso

Der Palazzo Paradiso ist ein mittelalterlicher Palast in Ferrara in der italienischen Region Emilia-Romagna. Er liegt in der Via delle Scienze 17 an der Ecke zur Via Giuoco del Pallone und ist Sitz der Biblioteca Ariostea, der Stadtbibliothek von Ferrara. 

## Geschichte und Beschreibung
Den Palast ließ Alberto V. d’Este 1391 als Delizia errichten. Er wurde mit Fresken dekoriert, die das Hofleben darstellen. In den Jahren 1437 und 1438 wurde er Sitz des Konzils von Ferrara/Florenz.

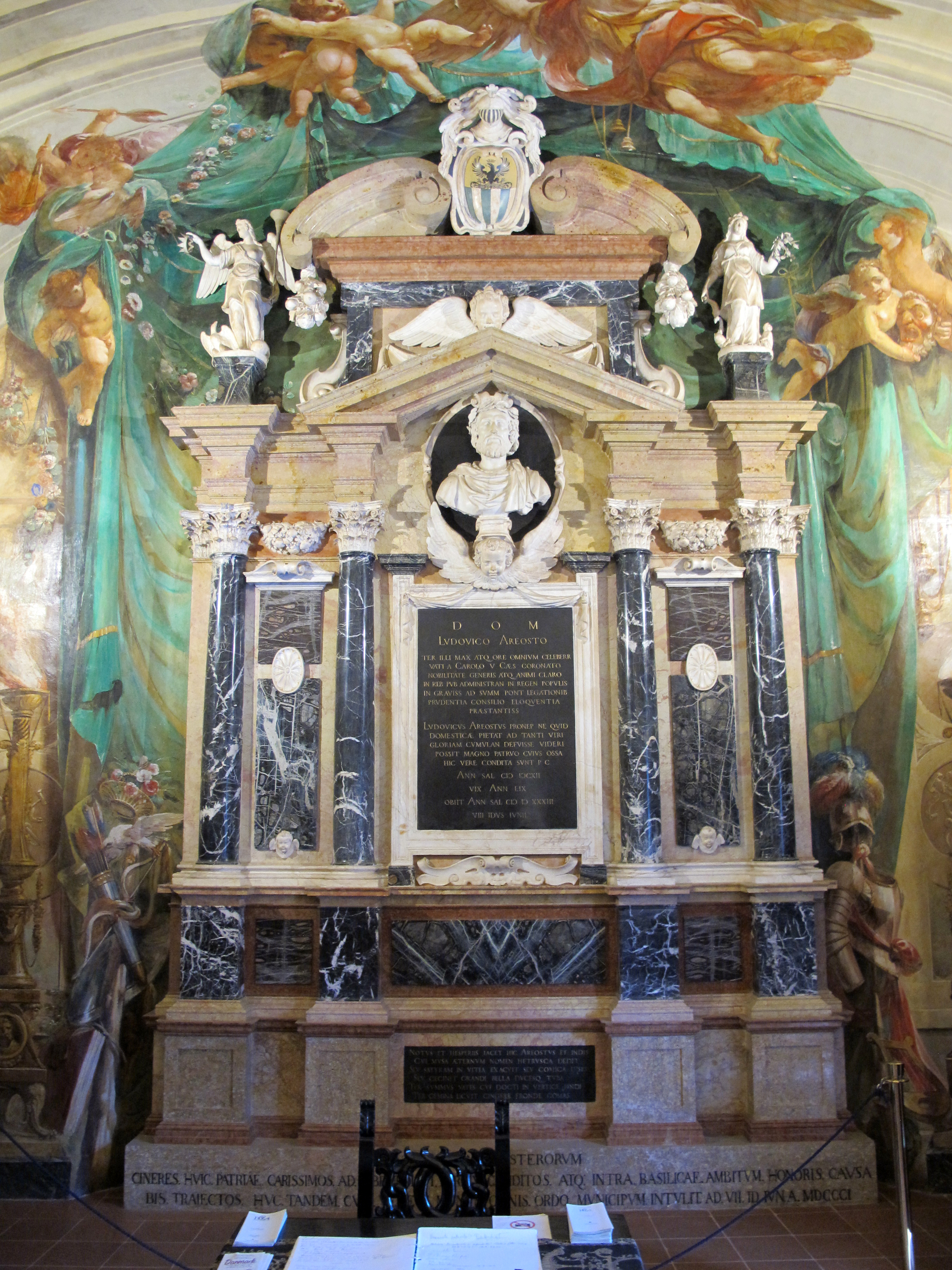
Mausoleum der Ariostos in einem Saal im ersten Obergeschoss des Palazzo Paradiso

Im 17. Jahrhundert wurde nach Plänen von Giovanni Battista Aleotti der Uhrenturm errichtet und das Marmorportal erhielt sein heutiges Aussehen. Die Ehrentreppe des Palastes ist monumental, in Marmor und verziert mit Epigraphen und Fresken.

### Der Innenhof
Der Palast bestand ursprünglich aus vier Baukörpern, die um einen rechteckigen Innenhof mit drei Loggien herum angeordnet waren. Davon ist heute nur noch einer erhalten, aber der Hof atmet noch viel der mittelalterlichen Atmosphäre der ersten Zeit.

## Biblioteca Ariostea
1753 wurde der Palast Sitz der öffentlichen Bibliothek und ihr wichtigster Saal im ersten Obergeschoss enthält das Grab von Ludovico Ariosto, an den die Bibliothek erinnert und nach dem sie benannt ist. Das Mausoleum der Ariostos – ein Werk von Giovanni Battista Aleotti – wurde 1801 mit den sterblichen Überresten des Dichters auf Befehl des französischen Generals Miollis dorthin verlegt. Vorher war es in der Kirche San Benedetto.
Von 1892 bis 1933 war Giuseppe Agnelli Direktor der Bibliothek. Er war im kulturellen Leben Ferraras eine sehr aktive Persönlichkeit und gründete 1906 Ferrariae Decus. Von 1933 bis 1945 folgte ihm Giuseppe Ravegnani.
Die Bibliothek enthält etliche alte Bände und Manuskripte, Inkunabeln, illuminierte Manuskripte und Relikte von Ariosto und anderen Schriftstellern. Es sind etwa 650 Bücher von Ariosto enthalten, darunter auch einige aus der damaligen Zeit.
Im Laufe der Jahre wurden die historischen Säle des Palastes und die Archive von vielen Kulturschaffenden, nicht nur aus Ferrara, besucht, wie z. B. Giorgio Bassani, Flavio Bertelli, Adriano Franceschini, Marco Antonio Guarini und Gianna Vancini.

## Sitz der Universität Ferrara

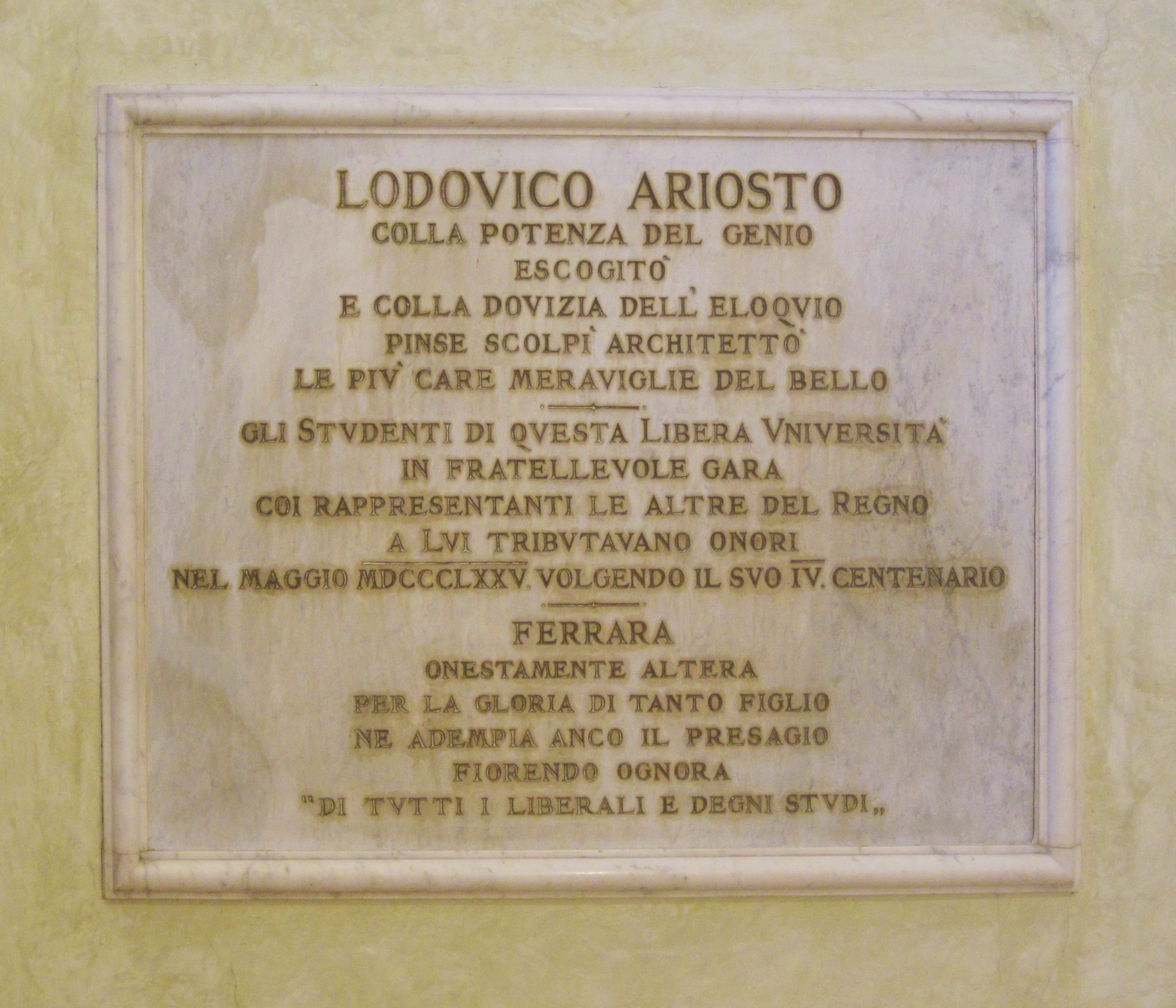
Steintafel an der Ehrentreppe des Palazzo Paradiso zur Erinnerung an Ludovico Ariosto

1567 vermietete der Kardinal Ippolito II. d’Este das Gebäude an den Magistrato dei Savi, damit alle Fakultäten der Universität dorthin verlegt würden. So wurde der Palast von da an bis 1963 Sitz der Universität von Ferrara. Ab 1963 verblieb nur noch die Bibliothek im Palast.
An der Ehrentreppe erinnern Steintafeln z. B. an Nikolaus Kopernikus, der 1503 in kanonischem Recht in Ferrara graduiert wurde, an Paracelsus, der im selben Gebäude Doktor der Medizin wurde, und an Ludovico Ariosto, an den sich die Studenten 1875 erinnern wollten.

## Anatomisches Theater
Im Gebäude gibt es das anatomische Theater, das 1731 vom Architekten Mazzarelli als Ersatz für einen vorhergehenden Saal aus dem 16. Jahrhundert gebaut wurde. Der alte Saal war für die damaligen universitären Bedürfnisse nicht mehr ausreichend.